# Big Think
Big Think är en webbportal på engelska fokuserad på samtal och utbildning.
Webbplatsen innehåller en samling intervjuer, presentationer och rundabordssamtal med experter från ett brett spektrum av områden.
Big Think ägs av Freethink Media och grundades 2007 av Victoria Brown och Peter Hopkins.